# Division de Saran
Saran est une division territoriale  de l'État du Bihar en Inde. Sa capitale est Chhapra.

## Districts
- Purnia,
- Saran,
- Siwan